# ダニー・ウォード
ダニエル・カール・ウォード (Daniel Carl Ward, 1991年12月11日 - ) は、イングランドのサッカー選手。ポジションはMF。ハダースフィールド・タウンFC所属。

## 経歴
ボルトン・ワンダラーズFCの下部組織に入ると、2009年8月15日のサンダーランドAFC戦でプレミアリーグデビューを果たす。
2011年3月15日、リーグ1のハダースフィールド・タウンFCにレンタル移籍した.。2011-12シーズン前に完全移籍で再加入。
2015年1月9日、ロザラム・ユナイテッドFCに28日間の期限付き移籍。その後完全移籍し、2015-16シーズンのロザラムの降格圏脱出に貢献した。
2017年の夏の移籍市場で、カーディフ・シティFCに160万ポンドで移籍。そのシーズンのカーディフのプレミアリーグ復帰に貢献した。2018-19シーズンのAFCボーンマスとの開幕戦に出場した。
2020年8月17日、古巣ハダースフィールド・タウンFCに再加入。